# Sampson Gideon

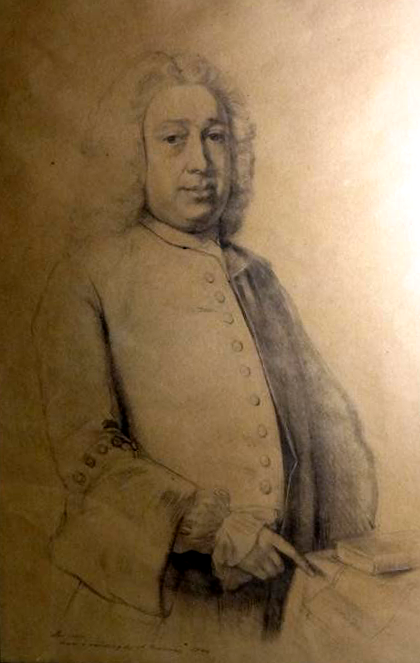
Sampson Gideon

Sampson Gideon (* 1699; † 1762) war ein wohlhabender Bankier in London. Er wurde von Robert Walpole zum Finanzberater ernannt. Er trat für das Judengesetz von 1753 ein, das der Benachteiligung der Juden entgegenwirken sollte. Nach seinem Tode ging sein Einfluss in der Bank auf Francis und Josoph Salvador über. Seine Tochter Elizabeth war die Ehefrau des Politikers William Gage, 2. Viscount Gage.